# يوليوس فايسباخ
يوليوس لودفيج فايسباخ (بالألمانية: Julius Weisbach).
هو عالم رياضيات ومهندس ألماني ولد في 10 أغسطس 1806 في إرزيبرغ وتوفى في 24 فبراير 1871 بفرايبرغ

## حياته
درس مع كارل فريدرش غاوس في غوتنغن ومع فريدرش موس في فيينا. عمل مُدرِّسًا للرياضيات ومُدرِّسًا لنظرية آلات الجبال في فرايبرغ. واستطاع أن يقوم بتعديلات على المعادلة التي كان قد طورها هنري دارسي وتعرف حتى الآن بمعادلة دارسي - فايسباخ وتستخدم على نطاق واسع في مجال ميكانيكا الموائع.